# Siewiernoje (obwód orenburski)
Siewiernoje (ros. Северное) – wieś (sieło) w Rosji, w obwodzie orenburskim, ośrodek administracyjny rejonu siewiernego. W 2021 liczyła 4222 mieszkańców.